# Francesco Berni
Francesco Berni (Lamporecchio, 1497 – Firenze, 26 maggio 1535) è stato uno scrittore, poeta e drammaturgo italiano.
Da lui derivò un genere letterario chiamato capitolo bernesco.

## Biografia
Francesco Berni nacque a Lamporecchio in Valdinievole, un borgo in provincia di Pistoia, nel 1496 o nel 1497. Il padre era notaio. Non si sa quasi nulla di lui finché nel 1517 si trasferì a Roma presso la famiglia del potente cardinale Bernardo Dovizi da Bibbiena, suo lontano parente, che, come egli stesso ebbe a dire, «non gli fece mai né ben né male». Alla morte di quest'ultimo (9 o 11 novembre 1520), restò al servizio di suo nipote Angelo Dovizi, protonotario apostolico. A Roma entrò in contatto con il fiorente umanesimo romano, dedicandosi lui stesso a comporre versi latini.
Nel febbraio del 1523 fu bruscamente allontanato da Roma e confinato nell'abbazia di San Giovanni in Venere presso Lanciano, in Abruzzo, forse a causa di uno scandalo legato alla sua estroversa omosessualità, che il nuovo papa Adriano VI si proponeva di reprimere. Morto Adriano VI ed eletto Clemente VII (19 novembre 1523), fece ritorno a Roma, dove passò al servizio di Gian Matteo Giberti, datario pontificio e futuro vescovo di Verona, uno degli uomini più potenti in Curia. A differenza del Bibbiena, prelato dell'epoca gaudente di Leone X, il Giberti era uomo di severi e austeri principi, un illuminato, uno spirituale, che perseguiva un grande progetto di riforma della chiesa in capite, cioè che partisse dal centro (la curia romana) per irradiarsi in periferia. In parallelo promuoveva il disegno della 'libertà d'Italia', cioè dell'indipendenza degli stati italiani (e in primo luogo del papato) dalle ingerenze straniere; a questo fine fu tra gli ispiratori della Lega di Cognac, che fu stipulata nel 1526 per combattere il predominio che l'imperatore Carlo V aveva conquistato con la battaglia di Pavia (1525).
Il Giberti esigeva dai suoi collaboratori un'irreprensibile disciplina, alla quale il Berni si mostrò più volte riottoso, esprimendo nello stesso tempo un sostanziale scetticismo sui suoi disegni politici. Tuttavia la disciplina del Giberti non mancò di produrre effetti profondi sulla sua personalità e sulla sua attività letteraria. Nel 1526 Berni pubblicava il Dialogo contra i poeti, un crudo atto di accusa contro la degenerazione della cultura umanistica, nel quale dichiarava di volersi 'spoetare'. In effetti abbandonò sia la poesia latina che gli oscenissimi versi in volgare che aveva composto fino ad allora, limitandosi a scrivere qualche sonetto di natura polemica e satirica.
Alla prova della storia, i disegni politici del Giberti, ostacolati anche dalle incertezze e dalle indecisioni del papa, fallirono tragicamente. Il 6 maggio 1527 un'orda senza freno di milizie imperiali, rimaste senza guida e senza controllo, prese Roma al primo assalto e la sottopose a uno spaventoso saccheggio che rischiò di annientare la città. Berni, che vi rimase direttamente coinvolto, cercò di esprimere l'orrore dell'esecrando spettacolo a cui fu costretto ad assistere in una serie di ottave aggiunte al suo rifacimento dell'Orlando innamorato («Io vorrei dir, ma l'animo l'aborre...»).
Sopravvissuto ai massacri, alla fame, alla peste, riparò per qualche tempo in Mugello, dove aveva delle proprietà; quindi raggiunse nel vescovado di Verona il padrone, che aveva abbandonato definitivamente la Curia per votarsi a un progetto di riforma in membris, cioè che partisse dalla periferia per conquistare il centro e che in primo luogo comportasse per i vescovi l'obbligo di risiedere nella loro sede episcopale. Ma nonostante i propositi di buona volontà più volte manifestati, la convivenza con il Giberti, che a Verona aveva fondato un cenacolo di severo umanesimo cristiano, restò sempre difficile e conflittuale. Berni tentò una prima evasione dalla «suggezione in che stava in Verona» nel 1531, quando tentò di accasarsi con i tre giovani abati Cornaro, figli del cardinale Francesco, che dimoravano insieme a Padova. Tornato poco dopo con il Giberti, riprese a scrivere versi paradossali, sintomo di un'inquietudine che avrebbe portato di lì a poco alla rottura definitiva.
Alla fine del 1532 passò al servizio del cardinale Ippolito de' Medici, nipote del papa, e ritornò a Roma minacciando di «farvi il bordello». Lì entrò in contatto con il gruppo dei cosiddetti "accademici Vignaiuoli", che stavano iniziando ad imitare la sua poesia, scrivendo e declamando capitoli in terza rima di stampo burlesco. Tuttavia, nonostante il servizio fosse assai poco faticoso («mangio 'l suo pane e non me l'affatico», diceva a un amico) e piuttosto remunerativo, dopo pochi mesi, nel settembre 1533, approfittando di un viaggio di quest'ultimo verso Nizza, il poeta si fermò a Firenze, dove aveva ottenuto un canonicato della cattedrale di Santa Maria del Fiore.
Morì nel 1535, a soli 38 anni, dopo un'agonia durata una settimana, in casa di Ricciarda Malaspina, marchesa di Massa, dove era stato colto da un improvviso malore. Si parlò di oscuri intrighi alla corte del duca Alessandro de' Medici e si disse che fosse stato avvelenato per non aver voluto propinare lui il veleno al cardinale Giovanni Salviati. Non vi sono elementi certi né per confermarlo né per negarlo.

## Opere
La più antica opera databile del Berni è La Catrina (1516), una farsa rusticale in ottave costruita sul modello delle farse senesi, che a quell'epoca veniva esportato a Roma da Niccolò Campani detto lo Strascino. Peraltro la prima attestazione del testo è tarda e l'attribuzione desta sospetti, al pari del Mogliazzo e della Caccia d'Amore, tardivamente attribuiti al Berni e sicuramente apocrifi.
Ma tralasciando le opere minori, la poesia che tradizionalmente si riconosce come "bernesca" si inaugura con un ciclo di capitoli ternari (ovvero in terza rima) composti negli anni 1521-1522, con l'ibrida avanguardia del Capitolo del Cornacchino o Lamento di Nardino. Sono degli encomi in versi, che peraltro assumono come oggetto della lode soggetti inopinati e incongrui: Ghiozzi, Anguille, Cardi, Pesche, Orinale, Gelatina, Ago. Da questo punto di vista l'autore mostra di guardare al modello classico ed umanistico dell'encomio paradossale (in prosa), che aveva trovato il suo esempio più recente e più illustre nell'Elogio della follia di Erasmo da Rotterdam. Nello stesso tempo però, quei soggetti incongrui si rivelano metafore di organi ed operazioni sessuali (di preferenza omosessuali), denunciando un'evidente filiazione dal canto carnascialesco fiorentino, nella variante della mascherata, ovvero il canto delle professioni e delle condizioni umane, nel quale le profferte dei figuranti alle donne si traducevano in un gioco di equivoci osceni.
Questa produzione, connessa ai liberi costumi di un ambiente spregiudicato, si arresta all'avvento di papa Adriano VI (contro il quale il Berni scagliò un rabbioso capitolo ternario) e all'esilio in Abruzzo, per dileguare affatto dopo il passaggio al servizio del Giberti. In quest'epoca fiorisce invece il sonetto di polemica politica (è celebre Un papato composto di rispetti, contro l'inettitudine di papa Clemente VII) o letteraria (è celebre Chiome d'argento fino, parodia della poesia petrarchesca dettata dal Bembo). Ma è anche l'epoca del Dialogo contra i poeti, che liquida la vacuità e l'empietà della poesia umanistica alla luce della dottrina cristiana, reclamando concretezza e rettitudine. Tuttavia il Berni non resiste a riesumare un episodio della passata attività pubblicando nel 1526 il Commento alla Primiera, nel quale tace completamente della componente oscena dei versi, ma si lascia sfuggire frecciate polemiche contro gli "scrupolosi" (i rigoristi), tra i quali è da annoverare - è ovvio - il suo austero padrone.
Dopo il sacco del 1527 e il sonetto di vituperio contro Pietro Aretino (Tu ne dirai e farai tante e tante), la sua attività letteraria sembra concentrarsi nel rifacimento dell'Orlando innamorato di Matteo Maria Boiardo, per il quale chiedeva i privilegi di stampa nel 1531, ma che sarà pubblicato soltanto postumo. Si tratta di un poema toscanizzato ma anche "moralizzato", che invita a leggere le vicende narrate in funzione dei proemi premessi a ogni canto e degli insegnamenti morali che vi si espongono. Il rifacimento, dopo un periodo di oblio in cui cadde durante la seconda metà del Cinquecento, conobbe una vasta fortuna per buona parte del XVII secolo e per tutto il XVIII, sostituendo il poema boiardesco fino alla sua riscoperta avvenuta durante l’Ottocento.
Dopo l'esperimento del capitolo epistolare, inaugurato nel 1528 con il Capitolo a messer Francesco milanese, e di quello narrativo con il Capitolo del prete da Povigliano (1532), il Berni tornava al capitolo paradossale negli ultimi mesi del servizio con il Giberti (1532), votando le sue lodi alla Peste, ad Aristotele, al Debito. In questi casi il paradosso non implicava più, almeno per principio, l'equivoco osceno, ma prendeva di mira bersagli ideologici: la convinzione che la natura sia necessariamente buona perché creata da Dio, l'aristotelismo che si andava affermando, le convenzioni sociali.
Tornato a Roma, vi trovava una frotta di ammiratori e imitatori (Giovanni Mauro d'Arcano, Giovanni Della Casa, Francesco Maria Molza, Giovan Francesco Bini, Agnolo Firenzuola, Mattio Franzesi ecc.), raccolti nella cosiddetta Accademia dei Vignaiuoli. Da qui si diffonde il genere della poesia bernesca. Fra le sue ultime prove va citato almeno il Capitolo a fra Bastian dal Piombo, per la sua esaltazione della poesia di Michelangelo contrapposta alla vanità della poesia dei petrarchisti: «tacete unquanco, pallide viole / e liquidi cristalli e fiere snelle: / e' dice cose e voi dite parole» (vv. 29-31).
La sua vita e la sua opera sono arruffate e contraddittorie. Dietro la sua maschera giocosa visse con tormento il conflitto fra ciò che era e ciò che doveva e voleva essere (un buon cristiano). A essere un buon cristiano non riuscì mai; eppure ci provò, specialmente quando, «fatto teatino e romito» e «digiunando in pane et in acqua» seguì a Verona un uomo «dabbene» per vedere se il suo esempio poteva sconfiggere la sua «poltroneria». In una delle sue ultime lettere affermava con amarezza: «non ho fatto mai alli dì miei cosa buona».

### Testi
- Dialogo contra i poeti [senza note tipografiche].
- Capitolo del Gioco della Primiera col Comento di messer Pietropaulo da San Chirico. Roma. [colophon: Stampata in Roma nell'anno MDXXVI per Minitio Calvo.].
- Sonetti del Bernia. In Ferrara, per Scipion et fratelli, MDXXXVII.
- I capitoli del Mauro et del Bernia et altri authori, nuovamente con ogni diligentia et correttione stampati. [Venezia], per Curtio Navo, MDXXXVII.
- Le terze rime del Berna et del Mauro novamente con ogni diligentia et corretione stampate. [Venezia], per Curtio Navo, MDXXXVII.
- Tutte le opere del Bernia in terza rima, nuovamente con somma diligenzia stampate. [Venezia], per Curzio Navò e fratelli, MDXXXVIII.
- Orlando innamorato composto già dal signor Matteo Maria Bojardo di Scandiano et rifatto tutto di nuovo da m. Francesco Berni. Stampato in Milano nelle case di Andrea Calvo, MDXXXXII.
- Il primo libro dell'Opere burlesche di M. Francesco Berni, di Messer Gio. della Casa, del Varchi, del Mauro, di M. Bino, del Molza, del Dolce e del Firenzuola. In Fiorenza MDXLVIII. [colophon: In Fiorenza, appresso Bernardo di Giunta, MDXLVIII].
- Il secondo libro dell'Opere burlesche di M. Francesco Berni, del Molza, di M. Bino, di M. Lodovico Martelli, di Mattio Francesi, dell'Aretino, e di diversi autori. Nuovamente posto in luce, e con diligenza stampato. In Fiorenza, MDLV, con privilegio. [colophon: In Fiorenza, appresso li Eredi di Bernardo Giunti, MDLV].
- Carmina quinque Hetruscorum poetarum nunc primum in lucem edita. Florentiae, apud Iuntas, MDLXII.
- Opere di Francesco Berni nuovamente rivedute e illustrate, [a cura di Eugenio Camerini], Milano, Daelli («Biblioteca rara», XLIV-XLV), 1864, 2 tomi.
- Opere di Francesco Berni. Nuovamente riveduta e corretta, [a cura di Eugenio Camerini], edizione stereotipa, Milano, Sonzogno («Biblioteca classica economica», 8), 1873.
- Francesco Berni, Rime, poesie latine e lettere edite e inedite ordinate e annotate per cura di Antonio Virgili aggiuntovi la Catrina, il Dialogo contra i poeti e il Commento al Capitolo della Primiera, Firenze, Successori Le Monnier («Biblioteca nazionale»), 1885.
- Francesco Berni, Poesie e prose, criticamente curate da Ezio Chiòrboli con introduzione, nota, lessico e indici, Genève-Firenze, Leo S. Olschki Editore («Biblioteca dell'"Archivum Romanicum"», s. I, vol. 20), 1934.
- Francesco Berni, Rime, a cura di Giorgio Bàrberi-Squarotti, Torino, Einaudi («Nuova Universale Einaudi», 103), 1968.
- Francesco Berni, Rime, a cura di Danilo Romei, Milano, Mursia («Grande Universale Mursia - Testi», nuova serie, 63), 1985.
- Francesco Berni - Baldassarre Castiglione - Giovanni Della Casa, Carmina, Testo e note di Massimo Scorsone, Torino, Edizioni Res («Parthenias» - Collezione di poesia neolatina, 4), 1995, pp. 5–22.
- Francesco Berni. Scelta e introduzione di Raffaele Nigro, Roma, Istituto Poligrafico e Zecca dello Stato («Cento libri per mille anni»), 1999.
- Francesco Berni, Rime, a cura di Silvia Longhi, in Poeti del Cinquecento, tomo I, Poeti lirici, burleschi, satirici e didascalici, a cura di Guglielmo Gorni, Massimo Danzi e Silvia Longhi, Milano-Napoli, Riccardo Ricciardi Editore («La letteratura italiana. Storia e testi», XXIII, 1), [2001], pp. 625–890.
- Capitolo del gioco della primiera col comento di messer Pietropaulo da San Chirico, a cura di Danilo Romei, in Ludi esegetici, Testi proposti da D. Romei, M. Plaisance, F. Pignatti, con una premessa di P. Procaccioli, Manziana, Vecchiarelli Editore («Cinquecento - Testi e studi di letteratura italiana», "Testi", 7), 2005, pp. 19–96.

### Studi
- Giammaria Mazzucchelli, Gli scrittori d'Italia cioè Notizie storiche e critiche intorno alle vite, e agli scritti dei letterati italiani, vol. II, parte ii, Brescia, Bossini, 1760, pp. 979–995.
- Antonio Virgili, Francesco Berni, con documenti inediti, Firenze, Successori Le Monnier, 1881.
- Arturo Graf, Petrarchismo e antipetrarchismo, in Id., Attraverso il Cinquecento, Torino, Loescher, 1888, pp. 3–70.
- Benedetto Croce, Poesia giocosa ossia la poesia tolta in giuoco, in Id., Poeti e scrittori del pieno e del tardo Rinascimento, vol. I, Bari, Laterza («Scritti di storia letteraria e politica», XXXV), 1945, pp. 77–86.
- Ettore Bonora, Francesco Berni e la poesia bernesca, Storia della Letteratura Italiana, Milano, Garzanti, vol. IV,1966
- Claudio Mutini, voce Berni, Francesco, in Dizionario biografico degli Italiani, Roma, Istituto della Enciclopedia Italiana, 1967, vol. IX, pp. 343–357.
- Silvia Longhi, Le rime di Francesco Berni. Cronologia e strutture del linguaggio burlesco, in «Studi di filologia italiana», XXXIV (1976), pp. 249–299.
- Elissa Barbara Weaver, The Spurious Text of Francesco Berni's "Rifacimento" of Matteo Maria Boiardo's "Orlando Innamorato", in «Modern Philology», 75, 2 (novembre 1977), pp. 111–131.
- Jean Toscan, Le carnaval du langage. Le lexique érotique des poètes de l'équivoque de Burchiello à Marino (XVe-XVIIe siècles), Lille, Presses Universitaires, 1981, 4 tomi.
- Silvia Longhi, Lusus. Il capitolo burlesco nel Cinquecento, Padova, Antenore («Miscellanea erudita», XXXVIII), 1983.
- Danilo Romei, Berni e Berneschi del Cinquecento, Firenze, Centro 2 P, 1984, poi in Id., Da Leone X a Clemente VII. Scrittori toscani nella Roma dei papati medicei (1513-1534), Manziana (Roma), Vecchiarelli editore, 2007, pp. 151–338.
- Neil Harris, Bibliografia dell'"Orlando innamorato", Modena, Panini («Istituto di Studi Rinascimentali di Ferrara - Strumenti»), 1988-1991, 2 voll.
- Antonio Corsaro, Il poeta e l'eretico. Francesco Berni e il "Dialogo contra i poeti", Firenze, Le Lettere («La Nuova Meridiana», IV), 1988.
- Anne Reynolds, Renaissance Humanism at the Court of Clement VII. Francesco Berni's Dialogo Against Poets in Context, Studies, with an edition and translation by A. R., New York, Garland («Garland studies in the Renaissance», 7), 1997.
- Arnaldo Di Benedetto, L'«Orlando innamorato» di Francesco Berni, in Id., Poesia e comportamento. Da Lorenzo de' Medici a Campanella, Alessandria, Edizioni dell'Orso, 2005 (seconda edizione), pp. 57-72.
- Francesco Brancati, Riscrivere Boiardo. Francesco Berni, Il Rifacimento dell’Inamoramento de Orlando e il proemio del romanzo cavalleresco, Venezia, Marsilio, 2023, ISBN 978-88-297-1612-8.